# Élections sénatoriales de 1989 dans l'Allier
Les élections sénatoriales dans l'Allier ont lieu le dimanche 24 septembre 1989.
Elles ont pour but d'élire les sénateurs représentant le département au Sénat pour un mandat de neuf ans.

## Contexte départemental
Lors des élections sénatoriales du 28 septembre 1980 dans le Allier, deux sénateurs UDF sont élus, Jean Cluzel et André Rabineau remplacé par Pierre Sicard.
Depuis, tous les effectifs du collège électoral des grands électeurs sont renouvelés, avec les élections législatives de 1988 dans l'Allier, les élections régionales françaises de 1986, les élections cantonales de 1985 et 1988 et les élections municipales françaises de 1989.

## Rappel des résultats de 1980
| Candidat et parti politique | Candidat et parti politique | Candidat et parti politique | Premier tour | Premier tour | Second tour | Second tour |
| Candidat et parti politique | Candidat et parti politique | Candidat et parti politique | Voix         | %            | Voix        | %           |
| --------------------------- | --------------------------- | --------------------------- | ------------ | ------------ | ----------- | ----------- |
|                             | Jean Cluzel                 | UDF                         | 468          | 48,05        | 543         | 55,98       |
|                             | André Rabineau              | UDF                         | 427          | 43,84        | 473         | 48,76       |
|                             | André Guichon               | PCF                         | 294          | 30,18        | 446         | 45,98       |
|                             | René Bardet                 | PCF                         | 283          | 29,06        | Retrait     | Retrait     |
|                             | Louis Huguet                | PS                          | 198          | 20,33        | 422         | 43,51       |
|                             | Jacques Milliet             | PS                          | 177          | 18,17        | Retrait     | Retrait     |
|                             | Pierre Cormiou              | MRG                         | 70           | 7,19         | Retrait     | Retrait     |
|                             |                             |                             |              |              |             |             |
| Inscrits                    | Inscrits                    | Inscrits                    | 975          | 100,00       | 975         | 100,00      |
| Abstentions                 | Abstentions                 | Abstentions                 | 0            | 0            | 1           | 0,10        |
| Votants                     | Votants                     | Votants                     | 975          | 100,00       | 974         | 99,90       |
| Blancs et nuls              | Blancs et nuls              | Blancs et nuls              | 1            | 0,10         | 4           | 0,41        |
| Exprimés                    | Exprimés                    | Exprimés                    | 974          | 99,90        | 970         | 99,59       |

## Sénateurs sortants
| Sénateur | Sénateur       | Parti | Fonctions lors de l'élection en 1980 |
| -------- | -------------- | ----- | ------------------------------------ |
|          | Jean Cluzel    | UDF   | Sénateur sortant, conseiller général |
|          | André Rabineau | UDF   | Sénateur sortant, maire de Cusset    |

## Candidats
Dans l'Allier, les sénateurs sont élus au scrutin majoritaire à deux tours.
| Candidats | Candidats            | Parti | Principale fonction                                                            |
| --------- | -------------------- | ----- | ------------------------------------------------------------------------------ |
|           | Roger Giraud         | PCF   | Adjoint au maire de Désertines                                                 |
|           | Jean-Claude Mairal   | PCF   | Conseiller municipal de Moulins                                                |
|           | René Charette        | PS    | Maire d'Avermes                                                                |
|           | Daniel Southon       | PS    |                                                                                |
|           | Jean Cluzel          | UDF   | Sénateur sortant, président du Conseil général de l'Allier, conseiller général |
|           | Christian Corne      | RPR   | Adjoint au maire de Vichy                                                      |
|           | Bernard Barraux      | DVD   | Conseiller général, maire de Marcillat-en-Combraille                           |
|           | Jacques Mayadoux     | FN    |                                                                                |
|           | Charles Mac Clenihan | FN    |                                                                                |

## Résultats
Les nouveaux représentants sont élus pour une législature de 9 ans au suffrage universel indirect par les 1 029 grands électeurs du département.
| Candidat et parti politique | Candidat et parti politique | Candidat et parti politique | Premier tour | Premier tour | Second tour | Second tour |
| Candidat et parti politique | Candidat et parti politique | Candidat et parti politique | Voix         | %            | Voix        | %           |
| --------------------------- | --------------------------- | --------------------------- | ------------ | ------------ | ----------- | ----------- |
|                             | Jean Cluzel                 | UDF                         | 427          | 42,45        | 536         | 53,17       |
|                             | Bernard Barraux             | DVD                         | 345          | 34,29        | 520         | 51,59       |
|                             | René Charette               | PS                          | 321          | 31,91        | 468         | 46,43       |
|                             | Daniel Southon              | PS                          | 265          | 26,34        | Retrait     | Retrait     |
|                             | Roger Giraud                | PCF                         | 220          | 21,87        | 447         | 44,35       |
|                             | Jean-Claude Mairal          | PCF                         | 209          | 20,78        | Retrait     | Retrait     |
|                             | Christian Corne             | RPR diss.                   | 136          | 13,52        | 1           | 0,10        |
|                             | Jacques Mayadoux            | FN                          | 11           | 1,09         | 3           | 0,30        |
|                             | Charles Mac Clenihan        | FN                          | 6            | 0,60         | 2           | 0,20        |
|                             |                             |                             |              |              |             |             |
| Inscrits                    | Inscrits                    | Inscrits                    | 1 029        | 100,00       | 1 029       | 100,00      |
| Abstentions                 | Abstentions                 | Abstentions                 | 15           | 0,49         | 4           | 0,39        |
| Votants                     | Votants                     | Votants                     | 1 014        | 99,51        | 1 025       | 99,61       |
| Blancs et nuls              | Blancs et nuls              | Blancs et nuls              | 8            | 1,76         | 17          | 1,66        |
| Exprimés                    | Exprimés                    | Exprimés                    | 1 006        | 98,24        | 1 008       | 98,34       |